# Aulacoporus castaneus
Aulacoporus castaneus är en mångfotingart som beskrevs av Karl Wilhelm Verhoeff 1924. Aulacoporus castaneus ingår i släktet Aulacoporus och familjen orangeridubbelfotingar. Inga underarter finns listade i Catalogue of Life.